# مابل إزابيل
مابل إيزابيل ويلكوكس (4 نوفمبر 1882 - 28 ديسمبر 1978) وهي ممرضة رائدة في جزيرة كاواي. خدمت مع الصليب الأحمر في أوروبا خلال الحرب العالمية الأولى، وقلدت بوسام من قبل إليزابيث بافاريا ملكة بلجيكا وعمدة مدينة لوهافر. وكان لها دور فعال في إنشاء خدمات التمريض العامة في كاواي وفي الحصول على مستشفى مبني على الجزيرة.

## العائلة
ولدت مابل في 4 نوفمبر 1882، في مملكة هاواي، في جزيرة كاواي، كواحد من خمسة أطفال من صموئيل ويتني ويلكوكس (1847-1929) وإيما واشبرن ليمان ويلكوكس (1849-1934). كانت والدة مابيل طالبة في المدرسة الثانوية في شيكاغو في عام 1871 عندما وقعت حريق شيكاغو الكبير. كان والدها زارعًا للسكر في كاواي، ومدير مزرعة للماشية، وعمدة كاواي لمدة 25 عامًا.
أجداد الأمهات ديفيد بيلدن ليمان (1803-1884) وسارة النجار ليمان (1805-1885)، وجدهما الأبوين أبنر ويلكوكس (1808-1869) ولوسي إليزا هارت ويلكوكس (1814-1869)، أرسلهما إلى مجلس الولايات المتحدة في هاواي. المفوضين للبعثات الخارجية في ماساتشوستس  . كانت ابنة أخت رجل الأعمال جورج نورتون ويلكوكس وألبرت سبنسر ويلكوكس.
كانت أخواتها وإخوانها أفرادا بارعين. كانت الأخت لوسي إيتا ويلكوكس سلوجيت (1877-1933) زعيمة مدنية في كاواي، وأيضاً السكرتيرة في الحرب العالمية الأولى في فرع ماوي من الصليب الأحمر الأمريكي. شغلت الأخت إلسي هارت ويلكوكس (1879-1954) كعضوة مجلس الشيوخ في الهيئة التشريعية الإقليمية في هاواي. كان شقيقها الأكبر رالف لايمان ويلكوكس (1876–1913) مشرفًا على الزراعة في كاواي  ، وشقيقها جايلورد بارك ويلكوكس (1881-1970) كان رئيس مجلس إدارة غروف فارم المحدودة.

## الدراسة والعمل
تلقت تعليمها المبكر في المنزل من مدرب خاص، وانتقلت فيما بعد إلى مدرسة بوناهو في أواهو، ثم ثلاث سنوات في مدرسة أوكلاند الثانوية في كاليفورنيا، أكملت تعليمها الأساسي في الكلية الإعدادية في مدرسة دانا هول في ماساتشوستس.
كان والديها يثنيها عن العمل في مجال التمريض، ولكنها استمرت في متابعة مهنتها في كلية التمريض بجامعة جونز هوبكنز، حيث حصلت على شهادة ممرضة قانونية في عام 1911. ووفقا لجون هوبكنز، فقد كانت أول مقيمة في هاواي تخرج من المدرسة. بعد التخرج، بقيت في نيويورك لعدة سنوات.منتسبة إلى منظمة "Buffalo Red Cross War" للإغاثة.
و في عام 1915، عادت إلى منزلها في كاواي كموظف في المجلس الإقليمي للصحة. وباعتبارها صاحبة أول شهادة تمريض عام في الجزيرة، فقد كانت مؤثرة في جمع الأموال والحصول على السلطة التشريعية الإقليمية لتخصيص الأراضي لبناء مستشفى سامويل ماهيلونا التذكاري في كابا.

## الحرب العالمية الأولى
مع اندلاع الحرب العالمية الأولى، ترأس طبيب الأطفال جون هوبكنز إدواردز أ. بارك، الذي يعمل مع اللجنة البلجيكية للصليب الأحمر الأمريكي، مستشفى الأطفال في لوهافر كمرفق للأطفال اللاجئين البلجيكيين. عين مابيل كممرضة رئيسة في الإشراف على 15 ممرضة أخرى، من بينهم إثيل موسلي دامون من هونولولو. وقدموا الرعاية الطبية والملاذ الآمن للأطفال، وكثيرا ما وضعوا أنفسهم في طريق الأذى خلف خطوط العدو لمساعدة اللاجئين. وتقديرا لخدماتهم في زمن الحرب، قامت الملكة إليزابيث من بلجيكا بتقديم ميدالية الملكة إليزابيث إلى كل من مابيل وإثيل والميدالية البرونزية لمدينة لوهافر من قبل عمدة لوهافر.

## ما بعد الحرب
وعند عودتها إلى كاواي، أصبحت وريثة وأمينًا في مستشفى سامويل ماهيلونا ميموريال، وضابطة المراقبة في محكمة الأحداث في مقاطعة كاواي. وخدمت في الوظائف الإدارية والاستشارية للعديد من المجالس والمؤسسات. حيث قامت مابيل وأخواتها بتجديد مبنى وايون ميشن هاوس، الذي كان بيت الطفولة لأبيهما. المنزل الآن جزء من مقاطعة وايولي ميشن في كاواي.

## الوفاة
توفيت في المنزل في 28 ديسمبر 1978، ودفنت في جزيرة كاواي.